# Bangarang (chanson)
Singles de Skrillex featuring Sirah
Bring Out the Devil
(2011)
Pistes de Bangarang
Right In Breakn' a Sweat
Bangarang est une chanson du DJ et compositeur de musique électronique Skrillex sorti en 2011. Bangarang est extrait de l'EP du même nom Bangarang, on retrouve la collaboration de Sirah. Le clip vidéo sort le 16 février 2012 sur le site de partage YouTube sur le compte officiel de Skrillex. D'une durée de 3 minutes 41 le clip a été visionné plus de 800 millions de fois.
Le titre est une référence au film Hook ou la Revanche du Capitaine Crochet (1991), dans lequel le cri de guerre des Enfants Perdus est « bangarang! ».

## Clip vidéo
Un clip pour la chanson a été mis en ligne sur YouTube le 16 février 2012. Il a été filmé par Tony Truand. Il met en scène trois jeunes garçons attaquant un camion de glaces (en). Durant la scène du vol, ils coupent la main du marchand, qui tentait de retenir l'un d'eux. La vidéo montre ensuite trois voleurs professionnels (sans aucun doute les trois jeunes garçons, quelques années plus tard) dévalisant une camionnette noire transportant de l'argent. Le clip se termine lorsque l'un des voleurs donne une grande part de l'argent qu'il vient de gagner au marchand de glaces auquel il a coupé la main. Le clip comporte beaucoup de références à Peter Pan comme la moustache et le crochet du marchand de glaces, les ombres « grandissantes » des voleurs, le crocodile, ainsi que le thème des garçons perdus.

## Classements et certifications

### Classement par pays
| Classement (2012)                      | Meilleure position |
| -------------------------------------- | ------------------ |
| Australie (ARIA)                       | 4                  |
| Autriche (Ö3 Austria Top 40)           | 25                 |
| Belgique (Flandre Ultratop 50 Singles) | 9                  |
| Belgique (Wallonie Ultratip 50)        | 9                  |
| Canada (Hot 100)                       | 26                 |
| Corée du Sud (Gaon International)      | 12                 |
| Finlande (Suomen virallinen lista)     | 12                 |
| France (SNEP)                          | 63                 |
| Pays-Bas (Single Top 100)              | 59                 |
| Norvège (VG-lista)                     | 16                 |
| Nouvelle-Zélande (RMNZ)                | 14                 |
| Suède (Sverigetopplistan)              | 24                 |
| Suisse (Schweizer Hitparade)           | 61                 |
| Royaume-Uni (UK Singles Chart)         | 24                 |
| Royaume-Uni (UK Dance Chart)           | 3                  |
| États-Unis (Hot 100)                   | 72                 |

### Certifications
| Pays           | Certifications |           |
| -------------- | -------------- | --------- |
| Australie ARIA | Platine (4)    | 280 000   |
| Belgique       | Or             | 15 000    |
| Danemark       | Platine        | 30 000    |
| États-Unis     | Platine        | 1 000 000 |
| Royaume-Uni    | Argent         | 200 000   |